# Kalvarienberg Ischgl

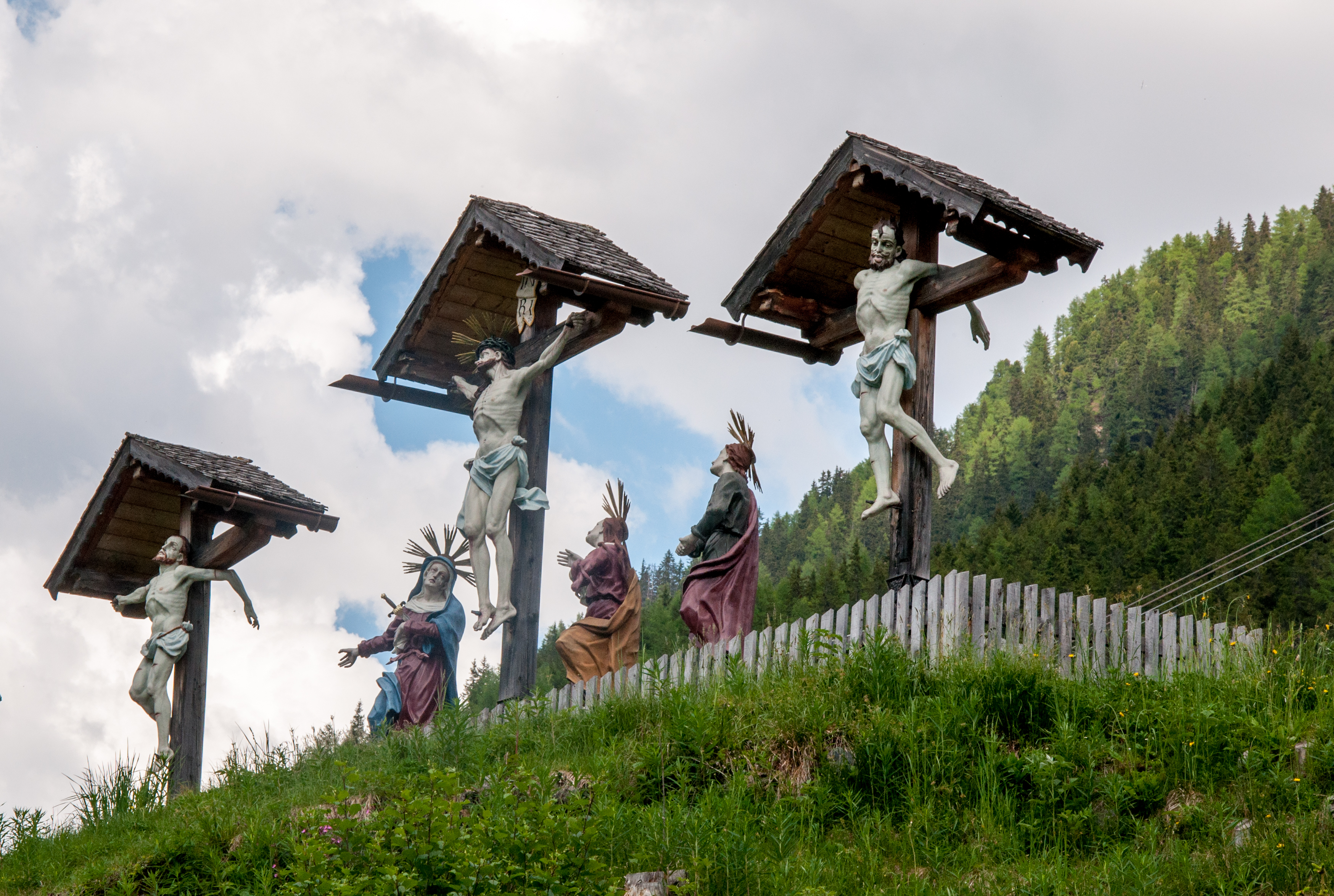
Kreuzigungsgruppe

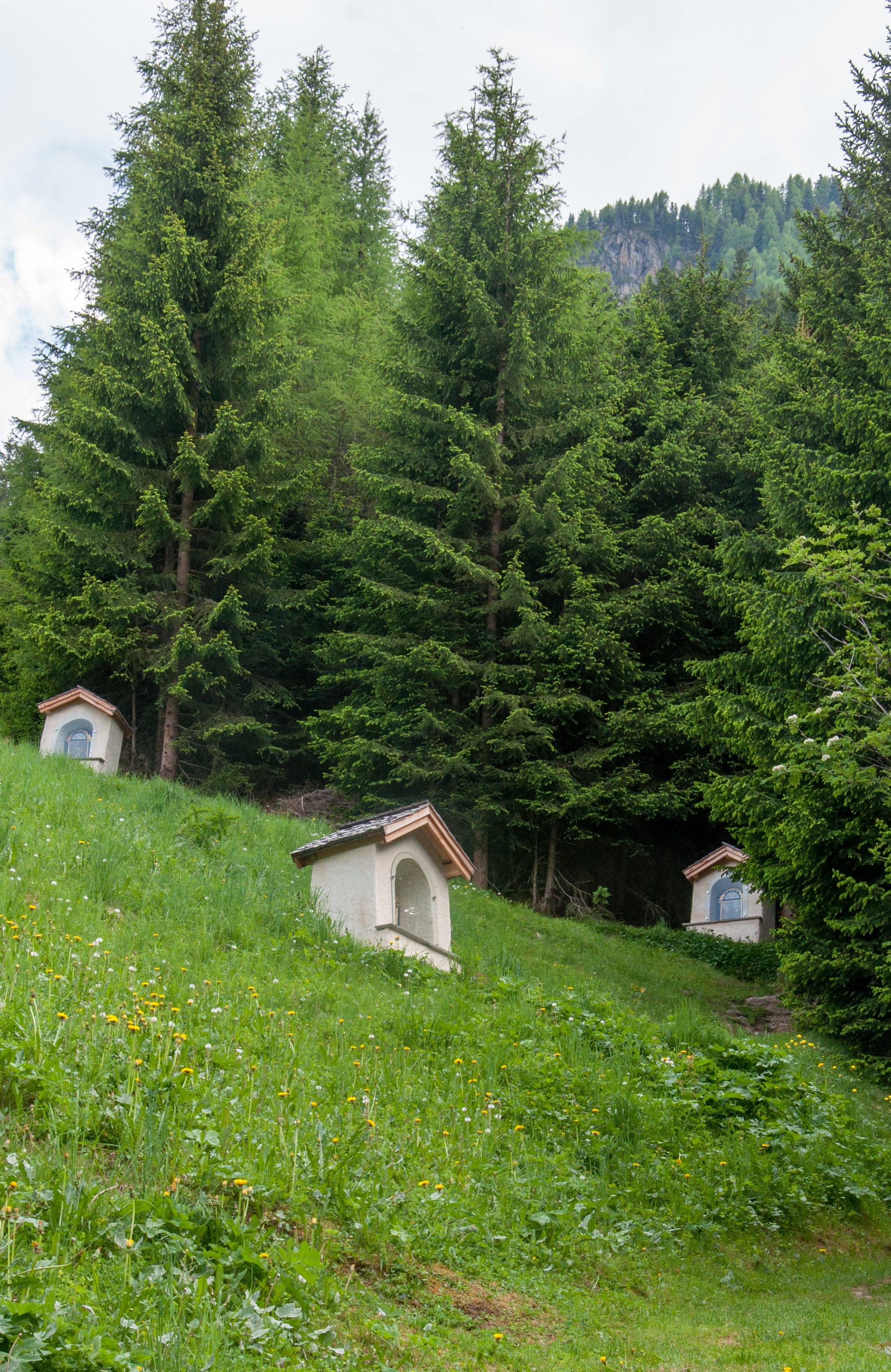
Drei von sieben Stationen

Der Kalvarienberg Ischgl befindet sich in einer Berglage im Süden des Dorfes Ischgl in der Gemeinde Ischgl im Bezirk Landeck im Bundesland Tirol. Der Kalvarienberg steht unter Denkmalschutz (Listeneintrag).

## Beschreibung
Der Kalvarienberg auf einer Anhöhe südlich des Ortszentrums besteht aus einer Kreuzigungsgruppe in einem umzäunten Garten und sieben Stationsbildstöcken. Die Kreuzigungsgruppe wurde vom Bildhauer Johann Ladner inschriftlich zwischen 1767 und 1770 geschaffen. Die annähernd lebensgroßen, ausdrucksstarken Holzskulpturen zeigen Christus und die beiden Schächer und zwischen den Kreuzen als Assistenzfiguren die Schmerzensmutter, Johannes Evangelist und Maria Magdalena.
Die sieben Stationsbildstöcke vulgo Fußfallkapellen wurden 1827 errichtet. Die gemauerten Nischenbildstöcke mit schindelgedecktem Satteldach und Rundbogennische enthalten in den Nischen auf Holztafeln gemalte Passionsdarstellungen in rechteckigem, schwarzem Holzrahmen mit vergoldetem Profil.